# Chicago Midway International Airport
Chicago Midway International Airport is een vliegveld 13 km ten zuidwesten van het centrum van Chicago. In 2012 verwerkte de luchthaven 19.516.127 passagiers. Hiermee is de luchthaven de tweede luchthaven in de Chicago Metropolitan Area na O'Hare International Airport.
De luchthaven heeft 3 terminals met in totaal 43 gates.
- Concourse A - 17 gates (A1-A5, A7, A9-A12, A14-A19)
- Concourse B - 23 gates (B1-B3, B5-B12, B14-B26)
- Concourse C - 3 gates (C1-C3)

## Topbestemmingen

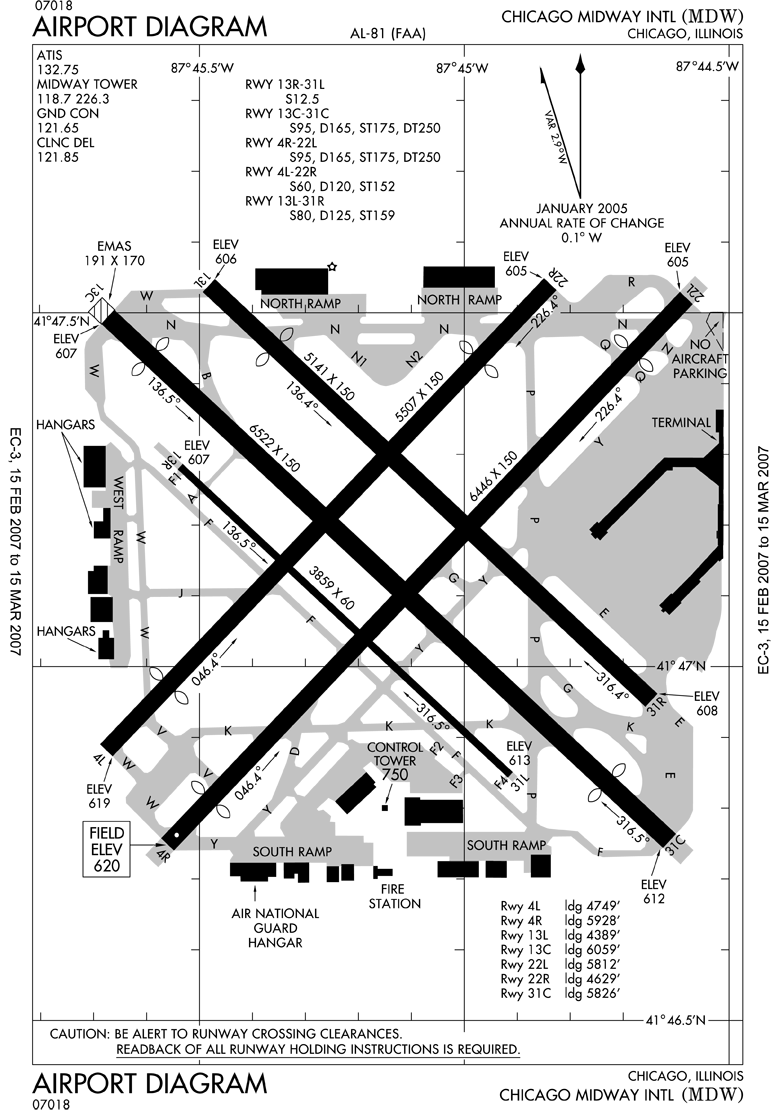
Plattegrond van KMDW

| Plaats | Stad                     | Passagiers | Maatschappij              |
| ------ | ------------------------ | ---------- | ------------------------- |
| 1      | Atlanta, GA              | 528,000    | AirTran, Delta, Southwest |
| 2      | Denver, CO               | 450,000    | Frontier, Southwest       |
| 3      | Las Vegas, NV            | 400,000    | Southwest                 |
| 4      | Minneapolis/St. Paul, MN | 378,000    | Delta, Southwest          |
| 5      | Tampa, FL                | 364,000    | AirTran, Southwest        |
| 6      | Phoenix, AZ              | 282,000    | Southwest                 |
| 7      | Kansas City, MO          | 271,000    | Southwest                 |
| 8      | St. Louis, MO            | 269,000    | Southwest                 |
| 9      | Los Angeles, CA          | 264,000    | Southwest                 |
| 10     | Houston, TX              | 244,000    | Southwest                 |